# Шуси
Шуси (фр. Choussy) насеље је и општина у централној Француској у региону Центар (регион), у департману Лоар и Шер која припада префектури Блоа.
По подацима из 2011. године у општини је живело 335 становника, а густина насељености је износила 21,68 становника/km². Општина се простире на површини од 15,45 km². Налази се на средњој надморској висини од 69 метара (максималној 117 m, а минималној 80 m).

## Демографија
| 1962. | 1968. | 1975. | 1982. | 1990. | 1999. | 2011. |
| ----- | ----- | ----- | ----- | ----- | ----- | ----- |
| 192   | 232   | 206   | 228   | 240   | 234   | 335   |

График промене броја становника у току последњих година